# Galea flavidens
Galea flavidens es una especie de roedor de la familia Caviidae.

## Distribución geográfica
Se encuentra en Sudamérica: Brasil.